# Убежище (фильм, 2010)
«Убежище» (англ. Shelter) — мистический триллер дуэта режиссёров Манса Марлинда и Бьёрна Стейна. Главные роли в фильме исполняют Джулианна Мур и Джонатан Рис-Майерс.

## Сюжет
Это триллер о женщине-психиатре, специализирующейся на случаях с множественными личностями. Именно о таком пациенте идёт речь — бродяге, подобранном на улице (он называет себя Адам), но с ярким и совершенно нестандартным переходом от одной личности к другой. Помочь ему берётся доктор Каролина Хардинг.
В личной жизни доктора Кары не всё гладко: её мужа убили какие-то хулиганы, она одна воспитывает дочь. Но главное, что после трагических событий в семье Кары, её вера в Бога и людей ослабла.
На основании психологических экспертиз доктора Кары Хардинг людям выносят смертные приговоры, ведь доктор Кара утверждает, что такого явления, как множественные личности, не существует. И вот отец Кары, также психиатр, показывает ей случай Адама. Кара пытается найти рациональное объяснение болезни своего подопечного и вылечить его, но также продолжает настаивать на своей теории. Однако глубже погружаясь в дело, находя новые подробности и сталкиваясь с новыми фактами, она приходит к неожиданным для себя выводам…

## В ролях
- Джулианна Мур — Кара Хардинг
- Джонатан Рис-Майерс — Дэвид / Адам / Уэсли
- Джеффри Демман — доктор Хардинг
- Фрэнсис Конрой — миссис Бернбург
- Бруклинн Пру — Сэмми
- Джеффри Джонс — офицер полиции

## Съёмки
Съёмки фильма проходили в Питтсбурге, начиная с марта 2008 года. Дата релиза в США была установлена на февраль 2011 года, релиз в Великобритании — 9 апреля 2010 года.

## Критика
При выходе на широкий экран фильм был сразу же резко раскритикован. Майк Шеридан из Entertainment дал фильму две звезды из пяти, заявив: «Этот триллер отчаянно пытается заинтересовать (шокировать) аудиторию на каждом повороте событий, сценарист Майкл Куни сделал упор на звёзд — в унылой и тупой атмосфере фильма». Марк Харрисон из Den of Geek дал чуть более лестную оценку: «Мрачность… но по крайней мере хоть иногда чувствуешь остроту от всех этих резких движений, испытываешь испуг».
Лейтмотивом фильма является жесткий выбор между верой в Бога и магию и наукой. Так, подразумевается, что если верующий в Бога человек прибегает к помощи медицины в борьбе с болезнями, то одно это уже означает, что он «потерял веру», отрекся, — что не соответствует истине. Пастор, сделавший своим детям прививки во время страшной эпидемии, представляется как одержимый, жестокий и потерявший веру человек. А героиня-католичка пытается искать помощи у Повитухи, практикующей языческую магию.